# ドミトリー・ヴヌク
ドミトリー・イヴァノヴィチ（Дмитрий Иванович, 1483年10月10日 - 1509年2月14日）は、モスクワ大公国の統治者イヴァン3世の最年長の孫。イヴァン3世の後継者に選定されたが、後に廃された。「孫のドミトリー」を意味するドミトリー・ヴヌク（Дмитрий Внук）の異称で呼ばれた。

## 生涯
イヴァン3世が最初の妻マリヤ・ボリソヴナとの間にもうけた長男イヴァン・マラドイと、その妻でモルドヴァ公シュテファン3世の娘であるエレナ・ステパノヴナ（Елена Стефановна）の間の一人息子として生まれた。
1490年に祖父の後継者だった父が死ぬと、祖父が後妻のソフィヤ・フォミーニチナとの間にもうけた最年長の息子ヴァシーリー（後のヴァシーリー3世）と、ドミトリーの間で後継者問題が起きた。イヴァン3世は孫息子を可愛がっており、1495年にはノヴゴロドに行く際にドミトリーを伴い、1498年2月4日にはモスクワ・クレムリンの生神女就寝大聖堂において、イヴァン3世から大公冠であるモノマフの帽子を授けられ、大公位継承者にして共同統治者であると公的に宣言された。
共同統治者とはいえわずか14歳のドミトリーは何の重要な政治的役割も担わなかった。そのうちイヴァン3世は成長した次男ヴァシーリーに信頼と期待を抱くようになり、1499年にはヴァシーリーをノヴゴロドとプスコフの大公に任命した。やがて1500年にリトアニア大公国との間で戦争が起きると、ヴァシーリーの政治的影響力は格段に強まっていった。1502年4月11日、ドミトリーはモスクワ共治大公の称号と大公位継承者の地位を剥奪され、これらはヴァシーリーが帯びる称号になった。この政変劇の原因と詳しい経緯はよくわかっていない。ドミトリーと母親のエレナは逮捕され、ついには地下牢に押し込められた。1505年イヴァン3世が死ぬと、ヴァシーリーが大公位を継いだ。
1505年には母エレナが獄死し、4年後の1509年にはドミトリーも詳しい状況は不明だが死去した。死因は強制的な餓死、または燃焼ガス中毒によるとされている。遺骸は歴代のモスクワ大公が眠るモスクワ・クレムリンの聖天使首大聖堂に葬られた。